# À mon âge je me cache encore pour fumer
Pour plus de détails, voir Fiche technique et Distribution.
À mon âge je me cache encore pour fumer est un film franco-gréco-algérien réalisé par Rayhana Obermeyer, sorti en 2017.

## Synopsis
Alors que le bruit d'un attentat retentit dans Alger, Fatima ouvre le hammam en compagnie de Samia. Lorsque Meriem, enceinte hors mariage, est frappée et menacée de mort par son frère, Fatima lui ouvre grande sa porte. Les conversations des femmes tournent vite aux désaccords, les unes restant attachées aux traditions, les autres progressistes.

## Fiche technique
- Titre : À mon âge je me cache encore pour fumer
- Réalisation : Rayhana Obermeyer
- Premier assistant-réalisateur : Fouad Trifi
- Scénario : Rayhana Obermeyer
- Photographie : Olympia Mytilinaiou et Mohamed Tayeb Laggoune
- Décors : Magdalini Siga
- Montage : Rayhana Obermeyer et Nassim Ouadi
- Musique : Anne-Sophie Versnaeyen
- Son :Marianne Roussy-Moreau
- Mixge : Karen Blum
- Directeurs de production : Tatiana Verbi, Audrey Fimognari, Ahmed Imerzouken
- Producteurs : Michèle Ray-Gavras, Fenia Cossovitsa, Salem Brahimi
- Société de production : KG Productions
- Coproduction : Blonde Audiovisual Productions, Battam Films, Arte France Cinéma, Eurimages
- Distribution : Les Films du losange
- Pays d'origine :  France,  Grèce,  Algérie
- Langues : arabe
- Genre : drame
- Format : couleur
- Durée : 90 minutes
- Sortie : France : 26 avril 2017

## Distribution
- Hiam Abbass : Fatima
- Biyouna : Aïcha
- Fadila Belkebla : Samia
- Nassima Benchicou : Zahia
- Nadia Kaci : Keltoum
- Sarah Layssac : Nadia
- Lina Soualem : Meriem
- Maymouna : Louisa
- Faroudja Amazit : Madame Mouni
- Fethi Galleze : Mohamed

## Genèse du projet
Le film est adapté de la pièce de théâtre éponyme édité en 2009. La réalisatrice a eu l'idée du film au début des années 1990, à la suite de la victoire massive du Front islamique du salut (FIS) lors des élections communales soit les premières élections dites “libres et démocratiques” dans l’histoire de l'Algérie. Dès son accès au pouvoir, le FIS instaura dans les villes sous son contrôle des règles islamistes à l’encontre des femmes, devenues alors les ennemies numéro 1 du pays, tel la fin de la mixité dans certains lieux public (écoles, hôpitaux, file d'attente devant les boulangeries, arrêts de bus).

## Tournage
Compte tenu des scènes de nudité, l'équipe n'a pu tourner dans un hammam en Algérie ou en Turquie. Le choix du lieu s'est alors porté sur un hammam de Salonique en Grèce.